# Thionissa acuta
Thionissa acuta är en insektsart som beskrevs av Metcalf 1938. Thionissa acuta ingår i släktet Thionissa och familjen sköldstritar. Inga underarter finns listade i Catalogue of Life.